# Aleksandar Inđić
Aleksandar Inđić, conosciuto anche, con la traslitterazione anglosassone, come Aleksandar Indjic (in serbo Александар Инђич?; Belgrado, 24 aprile 1995), è uno scacchista serbo, grande maestro.
È stato campione europeo nel 2024 e tre volte campione serbo nel 2014, 2018 e 2020.

## Carriera
Ottiene il titolo di maestro internazionale nel 2012, quello di grande maestro internazionale nel 2013.
Nel 2014 in aprile a Subotica vince il campionato serbo per la prima volta, all'età di 19 anni. Realizza il punteggio di 7,5 su 11, distanziando di solo mezzo punto Miloš Perunović.
Nel 2018 in febbraio vince il Portugal Open con il punteggio di 7,5 punti su 9; arriva a pari merito con Anton Demchenko e Nikita Petrov, ma ottiene la vittoria del torneo per il miglior spareggio tecnico. In marzo vince il campionato nazionale serbo per la seconda volta. A Novi Sad realizza 6 punti su 9 a pari merito con Nikola Sedlak e Miroslav Marković, ma viene premiato di nuovo dallo spareggio tecnico. Nello stesso mese compete anche nel campionato europeo individuale finendo il torneo al 133º posto con 5,5 su 11.
Nel 2020 in dicembre arriva il terzo successo nel campionato nazionale a Vrnjačka Banja con il punteggio di 6 su 9.
Nel 2021 in maggio arriva secondo al torneo di qualificazione per la Coppa del Mondo di Soči di luglio (pari merito con Vladislav Artemiev, ma peggiore spareggio tecnico). Nel torneo vero e proprio passa il primo turno con il montenegrino Luka Draskovic (2-0), ma viene sconfitto al secondo turno agli spareggi dal grande maestro emiratense Saleh Salem (1-3). In dicembre partecipa sia al Mondiale rapid sia al Mondiale blitz, dove ottiene rispettivamente 6 punti su 13, 111º posto, e 12,5 punti su 21, 37º posto.
Nel 2024 vince il Campionato europeo di Castellastua, in Montenegro, con 9 punti su 11, concludendo in solitaria.